# Daniel Propper
Pour les articles homonymes, voir Propper.

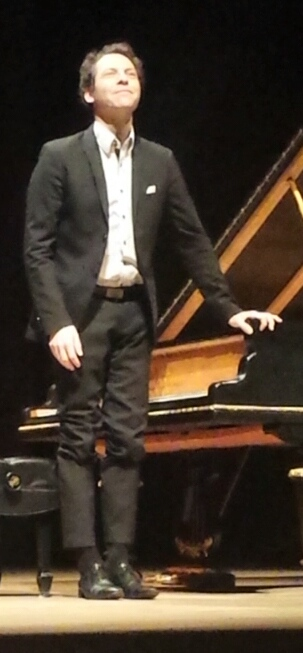
Daniel Propper à Montréal en 2018.

Daniel Propper, né à Stockholm en 1969, est un pianiste suédois.

## Biographie
Il est né de mère suédoise et de père viennois, puis sera français par adoption. En 1994 il s'installe à Paris d'où il mène une carrière internationale de concertiste.
Très jeune, Daniel Propper est l'élève du pédagogue suédois Gunnar Hallhagen et travaille plus tard avec la pianiste Tatiana Nikolaïeva. En 1993, il reçoit le diplôme de soliste de l'École royale supérieure de musique de Stockholm puis poursuit ses études à la Juilliard School de New York avant de suivre pendant deux ans (1996-98) le cycle de perfectionnement du Conservatoire national supérieur de musique de Paris. Il y compte, parmi ses professeurs, Bernard Ringeissen, Jacques Rouvier, Bruno Rigutto et Gérard Frémy. Il a obtenu un grand nombre de récompenses et de prix dont, en 1990, la plus importante bourse jamais octroyée par l'Académie royale de musique de Suède et le premier prix du concours international de Kil en Suède. Daniel Propper a interprété de nombreux concertos avec orchestre, notamment le concerto no 3 de Rachmaninov avec l'Orchestre symphonique de Stockholm sous la direction d'Emmanuel Krivine et Rhapsody in Blue de Gershwin avec l'Orchestre national d'Île-de-France dirigé par Jacques Mercier. 
En musique de chambre, il a joué aux côtés des violoncellistes Emmanuelle Bertrand et Raphaël Perraud, des pianistes Noël Lee et Pascal Amoyel et du violoniste Vinh Pham. Réputé pour son jeu en duo au piano, il fait notamment partie du duo Granat, avec Tamara Granat. Il est en outre souvent sollicité pour accompagner des chanteurs scandinaves et français en récital de lieder.
Hormis ses concerts et sa participation à des festivals en Europe, aux États-Unis et au Japon, il se produit régulièrement à Paris et en province comme soliste. Il est l'invité de prestigieux festivals, dont Piano aux Jacobins et Piano en Valois, et donne des récitals au château de Lourmarin, Château de Maréchal de Saxe, Château de la Verrerie et à l'Abbaye des Vaux de Cernay.

## Discographie
- L’Écho des batailles 1800-1815 Pages d'histoire napoléonienne en musique, Forgotten Records, 2012
  - Description : Daniel Steibelt : Grande sonate en mi b majeur, dédiée à Mme Bonaparte ; Louis Emmanuel Jadin : la Grande bataille d'Austerlitz ; J.F.A Le Mière de Corvey : la Bataille d'Iéna ; Jan Ladislav Dussek : Élégie harmonique ; Daniel Steibelt : La Destruction de Moscou ; Christian Friedrich Ruppe : La Grande Bataille de Waterloo ; Ignace Moscheles : Grandes variations sur la chute de Paris.
- Malaguena, Récital pour deux pianos, Dux, 2011
  - Description : Vivaldi, Lecuona, Milhaud, Brubeck, Ziegler, de Falla, Bolcom, Grainger, Lutoslawski.
  - Interprète : Duo Granat, Tamara Granat - Daniel Propper
- Musique française pour piano, Dux, 2010
  - Description : Bizet, Debussy, Fauré, Milhaud, Poulenc, Ravel
  - Interprètes : Tamara Granat - Daniel Propper, piano
- Edvard Grieg : Intégrale des Pièces lyriques et des Impressions, Skarbo, 2007-2009 
  - Description : Pièces lyriques, Impressions Op 73, en 3 volumes
- Jeremy Bentam : Last American Dream, Aeden F&M/Pias, 2007
- Jean-Sébastien Bach : Variations, 2005
- 19 Petites Pièces, Propper Förlag, 2003
  - Description : Florilège de pièces pour piano
  - Interprète : Daniel Propper, piano
- Piano Recital, Propper Förlag, 2000
  - Description : Pièces de Chopin, Grieg, Rangström, Poulenc...
- Daniel Propper, piano
  - Compositeurs : Moussorgsky, Prokofiev, 1997
  - Interprète : Daniel Propper, piano
  - Éditeur: Conservatoire national supérieur de musique et de danse de Paris
  - Soutien : théâtre de Saint-Quentin-en-Yvelines
  - Contexte : disque promotionnel

## Filmographie
- 2004 : Variations Goldberg
- 2005 : Les Variations Goldberg par Daniel Propper[2].
- 2005 : Pièces lyriques par Daniel Propper[3].